# Android Lollipop
Pour les articles homonymes, voir Lollipop.
Android Lollipop (signifiant « Sucette ») est la version 5 du système d'exploitation mobile Android développé par Google. Son numéro de version et son nom de code ont été annoncés le 15 octobre 2014, pour une disponibilité publique le 3 novembre 2014, avec la sortie des Nexus 6, 9 et Player.
Les changements les plus importants d'Android 5.0 sont sa disponibilité sur les nouvelles plateformes Android TV et Android Auto, le renouveau de l'interface utilisateur nommée Material Design, l'amélioration du système de notifications, l'environnement d'exécution ART qui remplace officiellement Dalvik pour améliorer les performances, ainsi que l'amélioration de l'autonomie de la batterie via le projet Volta.

## Développement

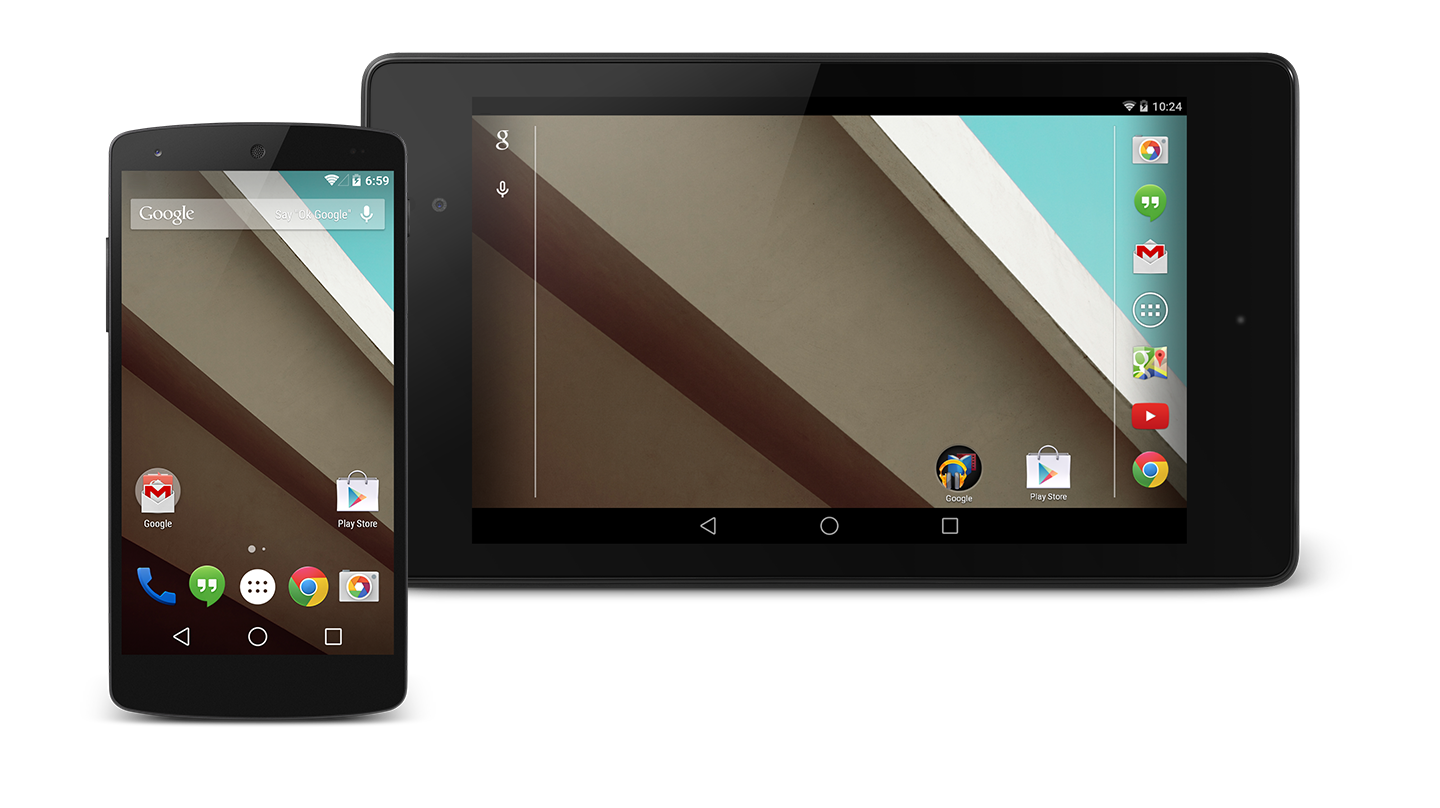
Aperçu de la Developer Preview de Android Lollipop, alors appelé Android L

Cette version d'Android est dévoilée en tant que version L le 25 juin 2014 lors de la Google I/O  2014 et publiée en version bêta le lendemain pour certains appareils Google Nexus (Nexus 5 et Nexus 7, 2013). La version finale est présentée le 15 octobre 2014 et disponible le 3 novembre 2014, elle est installée par défaut sur les appareils Nexus 6, 9 et Player. Les mises à jour pour les Nexus 4, 5, 7 et 10 ont débuté le 12 novembre 2014. 
Les principaux constructeurs se sont engagés à fournir une version de Android Lollipop fonctionnelle sur leurs terminaux 90 jours après la sortie initiale de celle-ci.

## Nouvelles fonctionnalités
Lollipop se décline sur Android TV, Android Wear et Android Auto, ce qui permet à Android de fonctionner sur les téléphones, les tablettes, les montres, les TV et les voitures.
Lollipop contient de nouvelles fonctionnalités pour les développeurs, avec plus de 5000 nouvelles API ajoutées pour une utilisation par les applications.
Les applications Appareil photo, Calculatrice, Contacts, Horloge, Paramètres, Téléchargement et Téléphone ont été mises à jour. L'USB Audio est supporté ainsi que l'OpenGL ES 3.1. 
Le pack d'extension Android API fournit également des fonctions graphiques telles que de nouveaux shaders, visant à fournir des graphiques de niveau de PC pour des jeux en 3D sur les appareils Android.
Le multi-compte est géré par le système. Des outils de partage ont été intégrés, afin de pouvoir prêter un appareil Android sans révéler ses données personnelles (le mode Invité), ou afin de pouvoir se connecter à son compte (accès à ses messages, appels) depuis un appareil Android Lollipop qui n'est pas le sien.

### Interface
Lollipop introduit un nouvel habillage graphique, reconnaissable à ses nouveaux boutons de navigation, ainsi qu'un système de notifications rafraîchi. Cette interface se caractérise par des animations cohérentes, un design fonctionnel (logique et naturel) et une interface multi-plateforme s'adaptant à l'ensemble des appareils existants (mobile, montre, TV, voitures, Web, Chromebook).
Le menu des applications récentes a été redessiné en Material Design. Les applications individuelles peuvent désormais y afficher plusieurs cartes au lieu d'une seule.
Les paramètres rapides s'affichent sur le même écran que les notifications (développer deux fois), ajout de la torche, de la rotation, du hotspot Wi-Fi, luminosité adaptative.
Un nouveau paramètre de sécurité est ajouté : le screen pinning permet de bloquer temporairement l'interface du téléphone à une seule application, ce qui peut être pratique lors d'utilisation par un enfant.

#### Notifications
Les notifications sont dorénavant accessibles directement depuis l'écran de verrouillage sous forme de cartes, avec réponses de messages rapides, contenu pouvant être masqué, système de priorité selon l'importance des notifications, possibilité de les interrompre pour un délai prédéfini. Les notifications importantes peuvent être affichées sous forme de grandes bannières flottantes en haut de l'écran (Heads-up Notifications) avec leurs boutons d'action respectifs, et des lots de notifications peuvent être regroupés par l'application qui les a produites.

### Ergonomie
Il est possible d'utiliser le double appui sur l'écran ou la prise en main du téléphone pour provoquer son réveil.
Initialisation du téléphone ( + Tap & Go entre deux appareils et restauration des applications d'un certain appareil).
La commande vocale Ok Google fonctionne désormais avec l'écran éteint, comme sur le Moto X de 2013.
15 langues ont été ajoutées : basque, bengali, birman, chinois (Hong Kong), cingalais, galicien, islandais, kannada, kirghize, macédonien, malayalam, marathi, népalais, tamoul et telugu.
Des outils de photo professionnels ont été ajoutés, ainsi que l'aperçu avant impression.

### Sécurité
Le chiffrement du contenu de l'appareil est activé par défaut, ce qui protège les données de l'utilisateur en cas de perte ou de vol. La fonctionnalité Kill Switch a été ajoutée, permettant le blocage du téléphone à distance pour empêcher la réinitialisation d'usine. Le fonctionnement de SELinux a été renforcé et le déverrouillage intelligent est possible avec les appareils de confiance (bluetooth/NFC).

### Moteur d'exécution
La machine virtuelle Dalvik a été officiellement remplacée par ART qui est maintenant activé par défaut. 
ART est un moteur d'exécution multi-plate-forme qui prend en charge les architectures x86, ARM, MIPS et les environnements 32 bits et 64 bits. Contrairement à Dalvik, qui utilise la compilation à la volée (JIT), ART compile les applications lors de l'installation (compilation anticipée) ou AOT (Ahead of Time), elles sont ensuite exécutées exclusivement à partir de la version compilée. Cette technique élimine la charge de traitement associée à la compilation JIT, améliorant les performances du système ainsi que la consommation d'énergie,.

### Batterie
Lollipop vise également à améliorer la consommation de la batterie à travers une série d'optimisations regroupées sous le nom Projet Volta. Parmi ces changements figurent un nouveau mode économie d'énergie (pouvant ajouter jusqu'à 90 minutes de plus), les API de programmation du travail qui peuvent exiger que certaines tâches se produisent uniquement en Wi-Fi, et le dosage des tâches pour réduire la quantité globale de temps d'activation de la radio. Le nouvel outil de développement appelé historique de la batterie peut être utilisé pour le suivi de la consommation d'énergie par les applications en cours d'utilisation.

## Révisions et améliorations
Le tableau ci-dessous présente les noms de codes, les numéros de build et les modifications apportées aux différentes révisions d'Android Lollipop :
| Version | Sous-version   | Numéro de build | Date de sortie   | Caractéristiques |
| ------- | -------------- | --------------- | ---------------- | --- |
| 5.0     | 5.0.0_r1.0.1   | LRX21L          | 3 novembre 2014  | Première version de Lollipop (uniquement sur Nexus 9). |
| 5.0     | 5.0.0_r2.0.1   | LRX21M          | 4 novembre 2014  | Correctifs. Uniquement sur Nexus Player. |
| 5.0     | 5.0.0_r3.0.1   | LRX21O          | 12 novembre 2014 | Correctifs. Uniquement sur Nexus 5 et Nexus 6 |
| 5.0     | 5.0.0_r4.0.1   | LRX21P          | 12 novembre 2014 | Correctifs. Uniquement sur Nexus 7 (flo/grouper) et Nexus 10. |
| 5.0     | 5.0.0_r5.0.1   | LRX21Q          | 13 novembre 2014 | Correctifs. Uniquement sur Nexus 9. |
| 5.0     | 5.0.0_r5.1.0.1 | LRX21R          | 18 novembre 2014 | Correctifs. Uniquement sur Nexus 9. |
| 5.0     | 5.0.0_r6.0.1   | LRX21T          | 14 novembre 2014 | Correctifs. Uniquement sur Nexus 4. |
| 5.0     | 5.0.0_r7.0.1   | LRX21V          | 19 novembre 2014 | Correctifs. Uniquement sur Nexus Player. |
| 5.0.1   | 5.0.1_r1       | LRX22C          | 2 décembre 2014  | Correctifs. Sur l'ensemble des appareils Nexus hors Nexus Player et Nexus 7 (grouper,tilapia). |
| 5.0.2   | 5.0.2_r1       | LRX22G          | 19 décembre 2014 | Correctifs et optimisations diverses. Nexus 7 (flo/deb/grouper/tilapia), Nexus 10. |
| 5.0.2   | 5.0.2_r3       | LRX22L          | 6 mai 2015       | Modifications pour préparer 5.1 sur la Nexus 9 (volantis/volantisg). |
| 5.1     | 5.1.0_r1       | LMY47D          | 9 mars 2015      | Support du dual-SIM, Device Protection, voix HD, accès rapide aux appareils bluetooth et réseaux Wi-Fi. Correctifs. Uniquement sur Nexus 5, Nexus 6, Nexus 7 (grouper/tilapia), Nexus 10 et Nexus Player. |
| 5.1     | 5.1.0_r3       | LMY47I          | 25 mars 2015     | Correctifs (dont cartes SIM). Uniquement sur Nexus 5, Nexus 6. |
| 5.1     | 5.1.0_r5       | LMY47O          | 15 avril 2015    | Correctifs. Uniquement sur Nexus 4, Nexus 7 (flo/deb). |
| 5.1.1   | 5.1.1_r1       | LMY47V          | 21 avril 2015    | Correction des bugs concernant les capteurs photo des Nexus 5 et 6, la fonction télécommande de Chromecast , correctifs en rapport avec la sécurité, correction supposée (non présente dans AOSP) du Memory Leak. Uniquement sur Nexus 7 (flo/grouper), Nexus 4, Nexus 10, Nexus Player. Dernière mise à jour pour la Nexus 7 2012 (grouper). |
| 5.1.1   | 5.1.1_r2       | LMY47X          | 11 mai 2015      | Même nouveautés. Uniquement sur Nexus 9. |
| 5.1.1   | 5.1.1_r3       | LMY48B          | 13 mai 2015      | Même nouveautés. Uniquement sur Nexus 5. |
| 5.1.1   | 5.1.1_r4       | LMY47Z          | 27 mai 2015      | Uniquement sur Nexus 6 (opérateurs Sprint et USC). |
| 5.1.1   | 5.1.1_r5       | LYZ28E          | 23 mai 2015      | Uniquement sur Nexus 6 (T-mobile).. |
| 5.1.1   | 5.1.1_r6       | LMY48G          | 29 juin 2015     | Uniquement sur Nexus 7 (flo). |
| 5.1.1   | 5.1.1_r8       | LVY48C          | 9 juillet 2015   | Uniquement sur Nexus 6 (Project Fi). |
| 5.1.1   | 5.1.1_r9       | LMY48I          | 5 août 2015      | Mise à jour de sécurité.Correction de la faille StageFright. Uniquement sur Nexus 4, Nexus 5, Nexus 6, Nexus 7 (flo), Nexus 9 et Nexus 10. |
| 5.1.1   | 5.1.1_r10      | LMY48J          | 11 août 2015     | Nexus Player |
| 5.1.1   | 5.1.1_r12      | LYZ28J          | 11 août 2015     | Nexus 6 (T-Mobile) |
| 5.1.1   | 5.1.1_r13      | LVY48E          | 12 août 2015     | Nexus 6 (Project Fi) |
| 5.1.1   | 5.1.1_r14      | LMY48M          | 9 septembre 2015 | September Android Security Patch. Uniquement sur Nexus 4, Nexus 5, Nexus 6, Nexus 7 (flo), Nexus 9 (volantis/volantisg), Nexus 10. |
| 5.1.1   | 5.1.1_r15      | LMY48N          | 9 septembre 2015 | September Android Security Patch. Uniquement sur Nexus Player. |
| 5.1.1   | 5.1.1_r16      | LMY48P          | 9 septembre 2015 | September Android Security Patch. Uniquement sur Nexus 7 (deb). |
| 5.1.1   | 5.1.1_r17      | LYZ28K          | 9 septembre 2015 | September Android Security Patch. Uniquement sur Nexus 6 (T-mobile). |
| 5.1.1   | 5.1.1_r18      | LVY48F          | 9 septembre 2015 | September Android Security Patch. Uniquement sur Nexus 6 (Project Fi). |
| 5.1.1   | 5.1.1_r19      | LMY48T          | 5 octobre 2015   | October Android Security Patch. Uniquement sur Nexus 4 et Nexus 10. Dernière mise à jour pour le Nexus 4. Préparation de la mise à jour vers Marshmallow. Uniquement sur Nexus 6 et Nexus 9 (volantis/volantisg). |
| 5.1.1   | 5.1.1_r20      | LMY48U          | 5 octobre 2015   | Préparation de la mise à jour vers Marshmallow. Uniquement sur Nexus 7 (deb). |
| 5.1.1   | 5.1.1_r22      | LYZ28M          | 5 octobre 2015   | Préparation de la mise à jour vers Marshmallow. Uniquement sur Nexus 6 (T-mobile). |
| 5.1.1   | 5.1.1_r23      | LVY48H          | 5 octobre 2015   | Préparation de la mise à jour vers Marshmallow. Uniquement sur Nexus 6 (Project Fi). |
| 5.1.1   | 5.1.1_r24      | LMY48W          | 5 octobre 2015   | Préparation de la mise à jour vers Marshmallow. Uniquement sur Nexus 6 (AT&T). |
| 5.1.1   | 5.1.1_r25      | LMY48X          | 2 novembre 2015  | November Android Security Patch. Uniquement sur Nexus 6, Nexus 7 (deb), Nexus 9 (volantisg), Nexus 10. Dernière mise à jour pour la Nexus 10. |
| 5.1.1   | 5.1.1_r26      | LMY48Y          | 2 novembre 2015  | November Android Security Patch. Uniquement sur Nexus 6. |
| 5.1.1   | 5.1.1_r28      | LYZ28N          | 2 novembre 2015  | November Android Security Patch. Uniquement sur Nexus 6 (T-mobile). |
| 5.1.1   | 5.1.1_r29      | LVY48I          | 6 novembre 2015  | |